# Michaela Ek
Michaela Ek (* 1. Februar 1988 in Göteborg) ist eine ehemalige schwedische Handballspielerin.

## Karriere
Michaela Ek begann im Alter von sechs Jahren das Handballspielen bei Skövde HF, mit deren Damenmannschaft sie später in der Elitserien auflief. 2015 schloss sich die Außenspielerin dem dänischen Erstligisten Silkeborg-Voel KFUM an. Nach nur einer Saison wechselte sie zum Ligakonkurrenten Ringkøbing Håndbold. Im März 2017 gab sie ihre Schwangerschaft bekannt. Nach einer Pause schloss sie sich im zur Saison 2018/19 dem norwegischen Zweitligisten TIF Viking an.
Michaela Ek bestritt 12 Länderspiele für die schwedische Nationalmannschaft, in denen sie 10 Treffer erzielte. Sie gehörte dem schwedischen Aufgebot für die Olympischen Spiele in Rio de Janeiro an.

## Privates
Ek ist mit dem dänischen Handballspieler Kasper Gudnitz liiert.